# كلود ليجراند
كلود ليجراند (بالفرنسية: Claude Legrand)‏ هو متزحلق فرنسي، ولد في 16 أغسطس 1941.

## وصلات خارجية
- كلود ليجراند على موقع أوليمبيديا (الإنجليزية)